# Spitzeninstitut
Als Spitzeninstitut bzw. Zentralinstitut werden im Bankwesen Kreditinstitute verstanden, die für die untergeordneten Lokal- bzw. Regionalbanken zentral Aufgaben wahrnehmen. Hierzu gehören: Refinanzierung der untergeordneten Banken bzw. Ausgleich von Liquiditätsüberschüssen und -defiziten; Durchführung gemeinsamer Verwaltungsaufgaben; Finanzierung von Großprojekten.
Im Sparkassensektor werden die Spitzeninstitute als Girozentralen bezeichnet. Das Spitzeninstitut der deutschen Sparkassen war auf Landesebene  traditionell die jeweilige Landesbank. Spitzeninstitut auf Bundesebene ist die DekaBank Deutsche Girozentrale. Das Spitzeninstitut der österreichischen Sparkassen war die Girozentrale und Bank der österreichischen Sparkassen AG, die später in der GiroCredit aufging. Heute nimmt diese Funktion die Erste Bank wahr.
Spitzeninstitut des Bundesverbandes der Deutschen Volksbanken und Raiffeisenbanken ist die DZ Bank.
Im österreichischen Raiffeisensektor ist das Spitzeninstitut die jeweilige Raiffeisenlandesbank; auf Bundesebene die RZB.
Spitzeninstitut der österreichischen Volksbank Gruppe war die ÖVAG. Im Zuge deren Auflösung übernahm diese Funktion die Volksbank Wien.

## Belege
- http://wirtschaftslexikon.gabler.de/Definition/landesbanken.html?referenceKeywordName=Spitzeninstitut
- http://www.foerderdatenbank.de/Foerder-DB/Navigation/Foerderrecherche/suche.html?get=6f30e7ddc4905846ffb429291a9bd4e7;print;index&doc=11547&typ=RL
- http://www.finanz-lexikon.de/spitzeninstitut_1801.html